# Don Samuelson
Donald William Samuelson (* 27. Juli 1913 in Woodhull, Henry County, Illinois; † 20. Januar 2000 in Seattle, Washington) war ein US-amerikanischer Politiker und von 1967 bis 1961 Gouverneur des Bundesstaates Idaho.

## Werdegang
Don Samuelson besuchte das Knox College und diente anschließend für zwei Jahre in der US-Marine, wo er mit der Betreuung und Wartung von Waffen befasst war. Nach dem Ende seiner Dienstzeit betrieb er ein Sportgeschäft in Sandpoint in Idaho. Außerdem verkaufte er Bedarfsartikel und Ausrüstungsgegenstände für den Bergbau.
Samuelson wurde Mitglied der Republikanischen Partei. Zwischen 1960 und 1966 war er Mitglied des Repräsentantenhauses von Idaho. Im Jahr 1966 wurde er zum neuen Gouverneur seines Staates gewählt. Dieses Amt bekleidete er zwischen dem 2. Januar 1967 und dem 4. Januar 1971. Bekannt wurde er, als er im Jahr 1967 gleich 39 Vorlagen mit seinem Veto zurückwies. Während seiner Gouverneurszeit war er im Vorstand der National Governors Association. Nach Ablauf seiner Amtszeit zog sich Don Samuelson wieder in sein Privatleben zurück. Er starb am 20. Januar 2000 im Swedish Medical Center in Seattle an einem Herzinfarkt. Mit seiner Frau Ruby hatte er zwei Kinder.